# Zadoc Kahn
Pour les articles homonymes, voir Kahn.
Zadoc Kahn, né le 18 février 1839 à Mommenheim et mort le 8 décembre 1905 à Paris, est grand-rabbin de France de 1889 à sa mort en 1905.

## Biographie
Zadoc Kahn naît dans une famille ashkénaze pieuse à Mommenheim, dans le Nord de l’Alsace. Son père est colporteur, sa mère descend du rabbin Jacob Meïr, grand-rabbin de Rhénanie du sud et membre du Grand Sanhédrin convoqué par Napoléon. Il est envoyé aux études à l’âge de onze ans auprès du rabbin Isaac Beer de Bischheim puis du rabbin Salomon Lévy, qui le prépare à l’examen d’entrée au Séminaire rabbinique. Il étudie également à l’académie talmudique de Strasbourg auprès du rabbin Moïse Bloch, auteur d’un commentaire sur le traité ’Houllin.
Admis au séminaire de Metz en 1856, directeur de l'école préparatoire au séminaire dès 1859, il est nommé en 1867 adjoint du grand-rabbin de Paris, Lazare Isidor, puis lui succède en 1868 quand celui-ci est nommé grand-rabbin de France. Il est très affecté par la guerre de 1870 et la perte de son Alsace natale. En 1879, il fonde la Société des études juives, creuset du « franco-judaïsme ». En 1889, à la mort d'Isidor, il est nommé grand-rabbin de France. 
Il a eu trois fils (dont le Dr Léon Zadoc-Kahn (1870-1943), médecin-chef de l'hôpital Rothschild et président du Comité central du Keren Hayessod France, et trois filles de son mariage avec Ernestine Meyer (sœur de Marc Eugene Meyer). Deux de ses gendres seront le futur grand-rabbin de France Israël Lévi, et le futur grand-rabbin de Paris Julien Weill, qui sera son biographe en 1912. Parmi ses petits-enfants figurent Odette Bruhl, épouse de Jacques Monod, sa sœur Lise Bruhl, épouse de Georges Teissier, Geneviève Zadoc-Kahn, professeur de piano et de musique et régisseuse des concerts musigrains et Raymond Zadoc-Kahn, mort pour la France en juin 1940.
Il est inhumé au cimetière du Montparnasse (division 5).

## Engagement politique

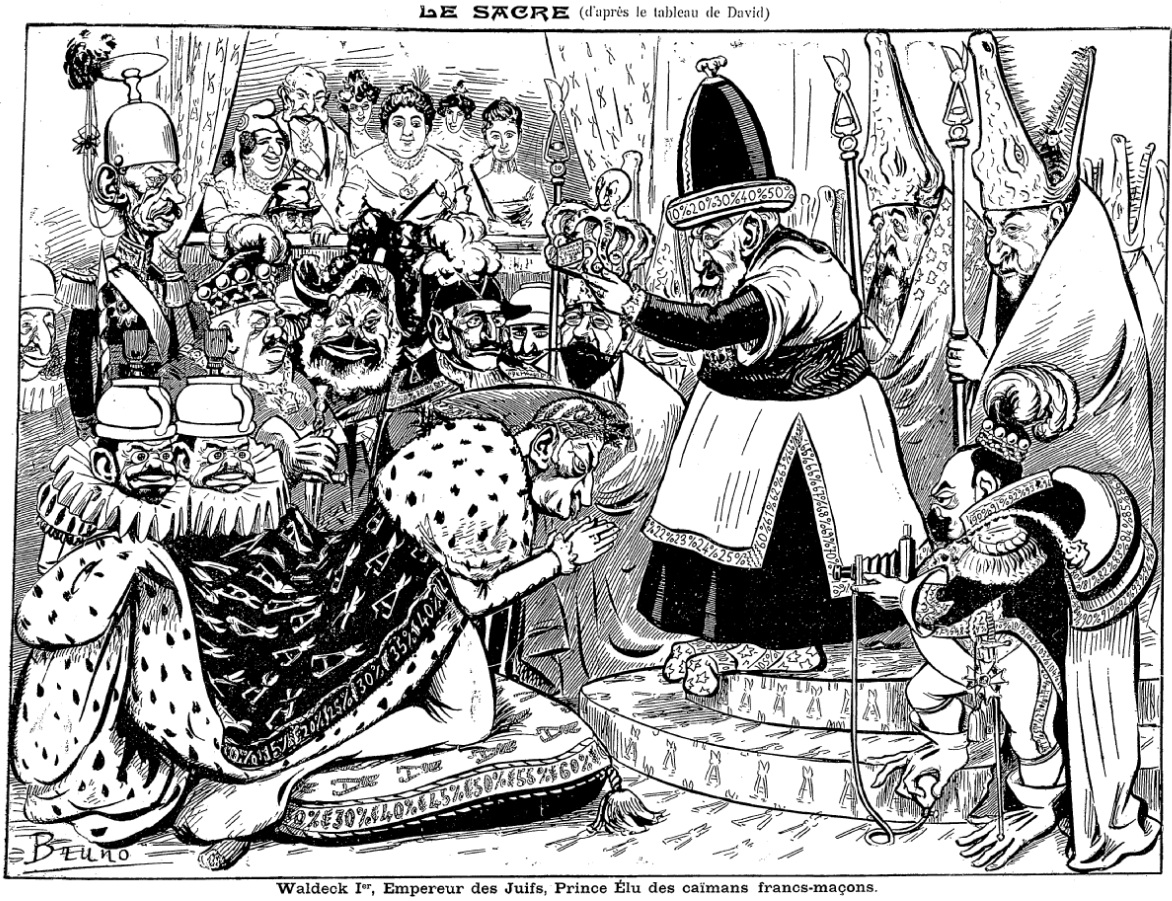
Caricature antisémite et antimaçonnique mettant en scène Zadoc Kahn, d'après Le Sacre de Napoléon, paru en 1903 dans le journal La Bastille

Zadoc Kahn s'est distingué en luttant inlassablement contre l'antisémitisme et en militant pour la réhabilitation d’Alfred Dreyfus, dont il avait célébré le mariage avec Lucie Hadamard le 21 avril 1890 dans la synagogue de la Victoire à Paris. 
Également, à la différence de beaucoup d'« Israélites » parisiens, il soutint aussi les projets pour le retour des Juifs en Palestine, tant les Amants de Sion que le mouvement sioniste de Theodor Herzl dès ses débuts,.

## Décorations
- Chevalier de la Légion d'honneur (9 août 1877)
- Officier de la Légion d'honneur (31 juillet 1901)
- Officier de l'Instruction publique

## Œuvres
- L‘Esclavage selon la Bible et le Talmud, 1867 (texte en hébreu)
- Études sur le livre de Joseph le zélateur, 1887
- Titus d'après le Talmud et d'après l'histoire
- Souvenirs et regrets, Paris, 1898 dans lequel il rapporte (page 217) l'oraison funèbre qu'il consacra, le 22 février 1886, au professeur Nathaniel Philippe Sander.
- La Bible du Rabbinat, 1899
- La Bible de la jeunesse, 1899
- Jewish Encyclopedia (participation)
- Sermons et allocutions (4 volumes)
- Biographie de M. Isidore Loeb